# Tarnak
Le Tarnak est une rivière d'Afghanistan de plus ou moins 320 kilomètres de long qui coule dans les provinces de Ghazni, de Zâbol et de Kandahar. Il est le principal affluent de l'Arghandab, donc un sous-affluent de l'Helmand. 

## Géographie
La rivière naît à une quarantaine de kilomètres au sud-ouest de la ville de Ghazni, et à une vingtaine de kilomètres au nord de la localité de Mukur. Peu après sa naissance, le Tarnak adopte la direction du sud-ouest, tout comme l'Arghandab dont il longe le cours, à une vingtaine de kilomètres plus à l'est. Dans son cours inférieur, il change de direction, vers l'ouest, et rejoint de ce fait l'Arghandab en rive gauche, à une quinzaine de kilomètres au sud-ouest (en aval) de Kandahar. Dans son cours inférieur, ses eaux sont largement utilisées pour l'irrigation de l'oasis de Kandahar. 

## Villes traversées
- Mukur
- Qalat, chef-lieu de la province de Zaboul.

## Histoire
Il est possible, mais non certain, que le Tarnak corresponde à l'Arachotus des anciens. Certains spécialistes pensent qu'il s'agirait plutôt de l'Arghandab. Les deux rivières coulent parallèlement, mais le Tarnak est plus court (320 km) que l'Arghandab (400 km) et moins abondant. 
Les ruines d'Ulan Robat, supposées être celle de la ville d' Arachosia, se trouvent dans son bassin. Le lac d'Ab-e Istada (ou Ab-e Istadeh-ye-Moqor), correspond vraisemblablement au lac Arachotus, et se trouve près des sources du Tarnak, sans communiquer avec lui cependant. C'est en effet un lac endoréique situé au nord du bassin versant de son affluent le Larah.

## La grand route
Les rives du Tarnak hébergent de nombreuses cultures. La grand route construite par les soviétiques dans les années 1960, et qui relie Kaboul à Kandahar passe par là, mais on remarque peu de villages. Il semble que les gens vivent loin de la route pour éviter les devoirs d'hospitalité fort onéreux.

## Affluents
L'Arghastan, grossi de son affluent le Lorah (ou Lora), qui rejoint le Tarnak en rive gauche peu avant le confluent Tarnak-Arghandab, à une vingtaine de kilomètres au sud-ouest (en aval) de Kandahar.